# A California Romance
A California Romance è un film muto del 1922 diretto da Jerome Storm. Prodotto e distribuito dalla Fox Film Corporation, aveva come interpreti principali John Gilbert, Estelle Taylor, George Siegmann.

## Trama
In California, nel 1848, don Patricio Fernando è innamorato di donna Dolores ma i due sono divisi dalla politica, poiché Dolore è leale al Messico, mentre lui, benché discendente da spagnoli, aspira all'unione della California con gli Stati Uniti d'America. Lei lo reputa un codardo e, per ripicca, si lega a don Juan Diego, un ufficiale dell'esercito messicano che promette di difendere la loro terra dagli invasori americani. In realtà, don Diego è in combutta con una banda di fuorilegge che vuole tenersi quei ricchi territori, sterminando gli uomini e prendendo prigioniere le donne. Dopo essersi unito alla cavalleria degli Stati Uniti, don Patricio giunge in soccorso di Dolores e delle altre donne, sconfiggendo don Diego e la banda dei suoi desperados.

## Produzione
Il film, prodotto dalla Fox Film Corporation, venne girato nel maggio e nel giugno 1922 negli studi di Hollywood della casa di produzione, usando come titolo di lavorazione quello di Across the Border.

## Distribuzione
Il copyright del film, richiesto da William Fox, fu registrato il 24 dicembre 1922 con il numero LP18997. Nello stesso giorno, distribuito dalla Fox Film Corporation, il film uscì nelle sale statunitensi.

### Accoglienza
L'accoglienza della critica fu largamente negativa, con diverse recensioni che lamentavano come il talento di attore di John Gilbert fosse stato sprecato con un materiale tanto mediocre.

### Conservazione
Non si conoscono copie ancora esistenti della pellicola che viene considerata presumibilmente perduta.